# Verein für Leibesübungen von 1899 2008-2009
Questa voce raccoglie le informazioni riguardanti il Verein für Leibesübungen von 1899 nelle competizioni ufficiali della stagione 2008-2009.

## Stagione
Nella stagione 2008-2009 l'Osnabrück, allenato da Claus-Dieter Wollitz, concluse il campionato di 2. Bundesliga al 16º posto, perse i play-out con il Paderborn e retrocesse in 3. Liga. In Coppa di Germania l'Osnabrück fu eliminato al primo turno dal FSV Francoforte.

## Rosa
| N. |                       | Ruolo | Calciatore           |
| -- | --------------------- | ----- | -------------------- |
| 1  | Germania (bandiera)   | P     | Tino Berbig          |
| 32 | Germania (bandiera)   | P     | Jonas Gottwald       |
| 31 | Germania (bandiera)   | P     | Yannick Hüls         |
| 33 | Germania (bandiera)   | P     | Stefan Wessels       |
| 2  | Brasile (bandiera)    | D     | Bamba Anderson       |
| 30 | Germania (bandiera)   | D     | Thomas Cichon        |
| 24 | Germania (bandiera)   | D     | Uwe Ehlers           |
| 25 | Kazakistan (bandiera) | D     | Konstantin Engel     |
| 4  | Nigeria (bandiera)    | D     | Darlington Omodiagbe |
| 11 | Germania (bandiera)   | D     | Andreas Schäfer      |
| 21 | Germania (bandiera)   | D     | Marcel Schuon        |
| 17 | Germania (bandiera)   | D     | Paul Thomik          |
| 23 | Togo (bandiera)       | D     | Assimiou Touré       |
| 3  | Germania (bandiera)   | D     | René Trehkopf        |

| N. |                         | Ruolo | Calciatore             |
| -- | ----------------------- | ----- | ---------------------- |
| 27 | Kirghizistan (bandiera) | C     | Edgar Bernhardt        |
| 10 | Montenegro (bandiera)   | C     | Đorđije Ćetković       |
| 5  | Germania (bandiera)     | C     | Pierre De Wit          |
| 8  | Germania (bandiera)     | C     | Tom Geißler            |
| 28 | Germania (bandiera)     | C     | Henning Grieneisen     |
| 12 | Germania (bandiera)     | C     | Matthias Heidrich      |
| 6  | Germania (bandiera)     | C     | Dominic Peitz          |
| 26 | Germania (bandiera)     | C     | Christian Schiffbänker |
| 15 | Germania (bandiera)     | C     | Mathias Surmann        |
| 7  | Germania (bandiera)     | A     | Marvin Braun           |
| 20 | Germania (bandiera)     | A     | Nico Frommer           |
| 29 | Germania (bandiera)     | A     | Gaetano Manno          |
| 9  | Germania (bandiera)     | A     | Thomas Reichenberger   |
| 16 | Germania (bandiera)     | A     | Fiete Sykora           |

## Organigramma societario
Area tecnica
- Allenatore: Claus-Dieter Wollitz
- Allenatore in seconda: Markus Feldhoff
- Preparatore dei portieri: Rolf Meyer
- Preparatori atletici:

## Risultati

### 2. Bundesliga

#### Girone di andata
| Arbitro: | Fleischer |

|                     |           |                             |
| Bruns 5’ (rig.), 8’ | Marcatori | 39’ Reichenberger 69’ Fuchs |

| Arbitro: | Perl |

|                               |           |                        |
| Reichenberger 49’ Surmann 67’ | Marcatori | 51’ Jäger 65’ Butscher |

| Arbitro: | Sippel |

|                                        |           |                             |
| Baljak 36’ Bancé 44’, 55’ Hoogland 85’ | Marcatori | 42’ (aut.) Heyden 53’ Fuchs |

| Arbitro: | Bandurski |

|                                          |           |                        |
| Cichon 45’ (rig.), 90’ (rig.) Sykora 87’ | Marcatori | 63’ Cenci 74’ Barletta |

| Arbitro: | Wingenbach |

|               |           |            |
| Demir 2’, 60’ | Marcatori | 88’ Sykora |

| Arbitro: | Schalk |

|            |           |  |
| Sykora 27’ | Marcatori |  |

| Arbitro: | Welz |

|                                             |           |                                |
| Allagui 26’, 28’ Iličević 37’ Burkhardt 84’ | Marcatori | 50’ Heidrich 58’ Reichenberger |

| Arbitro: | Hartmann |

|                      |           |               |
| De Wit 31’ Braun 64’ | Marcatori | 37’ Schlieter |

| Arbitro: | Wagner |

|  |           |                          |
|  | Marcatori | 40’ Ledgerwood 55’ Lauth |

| Arbitro: | Walz |

|                 |           |  |
| Paljić 67’, 87’ | Marcatori |  |

| Arbitro: | Steuer |

|                |           |          |
| Grieneisen 42’ | Marcatori | 3’ Thurk |

| Arbitro: | Kempter |

|                     |           |                             |
| Lechleiter 23’, 43’ | Marcatori | 74’ Reichenberger 86’ Braun |

| Arbitro: | Seemann |

|                   |           |             |
| Cichon 19’ (rig.) | Marcatori | 38’ Kopilaš |

| Arbitro: | Stark |

|                               |           |                   |
| Fiél 52’ Auer 88’ Lehmann 90’ | Marcatori | 59’ (rig.) Cichon |

| Arbitro: | Schmidt |

|           |           |          |
| Braun 90’ | Marcatori | 8’ Kluge |

| Arbitro: | Hartmann |

|            |           |                       |
| Toborg 18’ | Marcatori | 55’ Frommer 80’ Braun |

| Arbitro: | Aytekin |

|                   |           |              |
| Reichenberger 26’ | Marcatori | 18’ Kouemaha |

#### Girone di ritorno
| Arbitro: | Winkmann |

|                       |           |                               |
| Geißler 21’ Peitz 66’ | Marcatori | 65’ Hennings 68’ (rig.) Bruns |

| Arbitro: | Zwayer |

|                                                    |           |           |
| Bechmann 40’ Rodionov 47’ Schuster 70’ Schwaab 79’ | Marcatori | 68’ Manno |

| Arbitro: | Kinhöfer |

|          |           |                                           |
| Manno 3’ | Marcatori | 20’ Feulner 32’ Buckley 66’ (rig.) Karhan |

| Arbitro: | Thielert |

|          |           |  |
| Noll 90’ | Marcatori |  |

| Arbitro: | Kempter |

|            |           |  |
| De Wit 45’ | Marcatori |  |

| Arbitro: | Sippel |

|                                     |           |  |
| Stieber 26’ Krontiris 36’ Ziehl 75’ | Marcatori |  |

| Arbitro: | Christ |

|                                                                   |           |            |
| Reichenberger 33’, 59’ Grieneisen 55’ Cichon 61’ (rig.) Peitz 70’ | Marcatori | 14’ Nehrig |

| Oberhausen 20 marzo 2009, ore 18:00 CET 25ª giornata | RW Oberhausen | 0 – 0 referto | Osnabrück | Niederrheinstadion (8 275 spett.)\| Arbitro: \| Perl \| |
| Arbitro:                                             | Perl          |               |           |                                                         |

| Arbitro: | Fritz |

|           |           |              |
| Lauth 57’ | Marcatori | 15’ Heidrich |

| Arbitro: | Welz |

|  |           |                   |
|  | Marcatori | 9’ Lakić 11’ Dick |

| Arbitro: | Wingenbach |

|                     |           |  |
| Thurk 20’, 39’, 71’ | Marcatori |  |

| Osnabrück 27 aprile 2009, ore 20:15 CEST 29ª giornata | Osnabrück | 0 – 0 referto | Hansa Rostock | Osnatel Arena (15 300 spett.)\| Arbitro: \| Drees \| |
| Arbitro:                                              | Drees     |               |               |                                                      |

| Arbitro: | Walz |

|  |           |           |
|  | Marcatori | 59’ Engel |

| Arbitro: | Steuer |

|                       |           |            |
| Frommer 18’ Peitz 79’ | Marcatori | 90’ Holtby |

| Arbitro: | Schmidt |

|                 |           |  |
| Mintál 16’, 86’ | Marcatori |  |

| Arbitro: | Stark |

|                               |           |                         |
| De Wit 14’ (rig.) Frommer 55’ | Marcatori | 28’ Naki 83’ Großkreutz |

| Arbitro: | Drees |

|                                         |           |            |
| Maicon 8’, 83’ Makiadi 38’ Kouemaha 60’ | Marcatori | 47’ Sykora |

#### Spareggio promozione-retrocessione
| Arbitro: | Stark |

|            |           |  |
| Löning 78’ | Marcatori |  |

| Arbitro: | Brych |

|  |           |            |
|  | Marcatori | 63’ Löning |

### Coppa di Germania
| Arbitro: | Dingert |

|                        |           |  |
| Ulm 51’ Hillebrand 67’ | Marcatori |  |

## Statistiche

### Statistiche di squadra
| Competizione                       | Punti | In casa | In casa | In casa | In casa | In casa | In casa | In trasferta | In trasferta | In trasferta | In trasferta | In trasferta | In trasferta | Totale | Totale | Totale | Totale | Totale | Totale | DR  |
| Competizione                       | Punti | G       | V       | N       | P       | Gf      | Gs      | G            | V            | N            | P            | Gf           | Gs           | G      | V      | N      | P      | Gf     | Gs     | DR  |
| ---------------------------------- | ----- | ------- | ------- | ------- | ------- | ------- | ------- | ------------ | ------------ | ------------ | ------------ | ------------ | ------------ | ------ | ------ | ------ | ------ | ------ | ------ | --- |
| 2. Bundesliga                      | 36    | 17      | 6       | 8       | 3       | 25      | 22      | 17           | 2            | 4            | 11           | 16           | 38           | 34     | 8      | 12     | 14     | 41     | 60     | -19 |
| Spareggio promozione-retrocessione | -     | 1       | 0       | 0       | 1       | 0       | 1       | 1            | 0            | 0            | 1            | 0            | 1            | 2      | 0      | 0      | 2      | 0      | 2      | -2  |
| Coppa di Germania                  | -     | 0       | 0       | 0       | 0       | 0       | 0       | 1            | 0            | 0            | 1            | 0            | 2            | 1      | 0      | 0      | 1      | 0      | 2      | -2  |
| Totale                             | -     | 18      | 6       | 8       | 4       | 25      | 23      | 19           | 2            | 4            | 13           | 16           | 41           | 37     | 8      | 12     | 17     | 41     | 64     | -23 |

### Andamento in campionato
| Giornata  | 1 | 2  | 3  | 4  | 5  | 6 | 7  | 8 | 9  | 10 | 11 | 12 | 13 | 14 | 15 | 16 | 17 | 18 | 19 | 20 | 21 | 22 | 23 | 24 | 25 | 26 | 27 | 28 | 29 | 30 | 31 | 32 | 33 | 34 |
| --------- | - | -- | -- | -- | -- | - | -- | - | -- | -- | -- | -- | -- | -- | -- | -- | -- | -- | -- | -- | -- | -- | -- | -- | -- | -- | -- | -- | -- | -- | -- | -- | -- | -- |
| Luogo     | T | C  | T  | C  | T  | C | T  | C | C  | T  | C  | T  | C  | T  | C  | T  | C  | C  | T  | C  | T  | C  | T  | C  | T  | T  | C  | T  | C  | T  | C  | T  | C  | T  |
| Risultato | N | N  | P  | V  | P  | V | P  | V | P  | P  | N  | N  | N  | P  | N  | V  | N  | N  | P  | P  | P  | V  | P  | V  | N  | N  | P  | P  | N  | V  | V  | P  | N  | P  |
| Posizione | 8 | 12 | 17 | 10 | 13 | 9 | 12 | 9 | 11 | 12 | 13 | 14 | 15 | 15 | 14 | 13 | 14 | 14 | 14 | 15 | 16 | 15 | 16 | 15 | 15 | 15 | 15 | 16 | 16 | 16 | 15 | 16 | 16 | 16 |

Legenda:

Luogo: C = Casa; T = Trasferta. Risultato: V = Vittoria; N = Pareggio; P = Sconfitta.

### Statistiche dei giocatori
| Giocatore        | 2. Bundesliga | 2. Bundesliga | 2. Bundesliga | 2. Bundesliga | Spareggio promozione-retrocessione | Spareggio promozione-retrocessione | Spareggio promozione-retrocessione | Spareggio promozione-retrocessione | Coppa di Germania | Coppa di Germania | Coppa di Germania | Coppa di Germania | Totale   | Totale | Totale      | Totale     |
| Giocatore        | Presenze      | Reti          | Ammonizioni   | Espulsioni    | Presenze                           | Reti                               | Ammonizioni                        | Espulsioni                         | Presenze          | Reti              | Ammonizioni       | Espulsioni        | Presenze | Reti   | Ammonizioni | Espulsioni |
| ---------------- | ------------- | ------------- | ------------- | ------------- | ---------------------------------- | ---------------------------------- | ---------------------------------- | ---------------------------------- | ----------------- | ----------------- | ----------------- | ----------------- | -------- | ------ | ----------- | ---------- |
| T. Berbig        | 13            | 0             | 0             | 0             | 2                                  | 0                                  | 0                                  | 0                                  | -                 | -                 | -                 | -                 | 15       | 0      | 0           | 0          |
| J. Gottwald      | -             | -             | -             | -             | -                                  | -                                  | -                                  | -                                  | -                 | -                 | -                 | -                 | -        | -      | -           | -          |
| Y. Hüls          | -             | -             | -             | -             | -                                  | -                                  | -                                  | -                                  | -                 | -                 | -                 | -                 | -        | -      | -           | -          |
| S. Wessels       | 21            | 0             | 0             | 0             | -                                  | -                                  | -                                  | -                                  | 1                 | 0                 | 0                 | 0                 | 22       | 0      | 0           | 0          |
| B. Anderson      | 12            | 0             | 1             | 0             | -                                  | -                                  | -                                  | -                                  | -                 | -                 | -                 | -                 | 12       | 0      | 1           | 0          |
| T. Cichon        | 26            | 5             | 10            | 0             | 2                                  | 0                                  | 0                                  | 0                                  | 1                 | 0                 | 0                 | 0                 | 29       | 5      | 10          | 0          |
| U. Ehlers        | 1             | 0             | 0             | 0             | -                                  | -                                  | -                                  | -                                  | -                 | -                 | -                 | -                 | 1        | 0      | 0           | 0          |
| K. Engel         | 20            | 1             | 4             | 0             | 1                                  | 0                                  | 0                                  | 0                                  | 1                 | 0                 | 0                 | 0                 | 22       | 1      | 4           | 0          |
| D. Omodiagbe     | 22            | 0             | 6             | 0             | 2                                  | 0                                  | 1                                  | 0                                  | 1                 | 0                 | 0                 | 0                 | 25       | 0      | 7           | 0          |
| A. Schäfer       | 33            | 0             | 3             | 1             | 2                                  | 0                                  | 0                                  | 0                                  | 1                 | 0                 | 0                 | 0                 | 36       | 0      | 3           | 1          |
| M. Schuon        | 27            | 0             | 2             | 0             | 1                                  | 0                                  | 0                                  | 0                                  | 1                 | 0                 | 1                 | 0                 | 29       | 0      | 3           | 0          |
| P. Thomik        | 20            | 0             | 2             | 0             | -                                  | -                                  | -                                  | -                                  | -                 | -                 | -                 | -                 | 20       | 0      | 2           | 0          |
| A. Touré         | 2             | 0             | 0             | 0             | -                                  | -                                  | -                                  | -                                  | -                 | -                 | -                 | -                 | 2        | 0      | 0           | 0          |
| R. Trehkopf      | -             | -             | -             | -             | -                                  | -                                  | -                                  | -                                  | -                 | -                 | -                 | -                 | -        | -      | -           | -          |
| E. Bernhardt     | 1             | 0             | 1             | 0             | -                                  | -                                  | -                                  | -                                  | -                 | -                 | -                 | -                 | 1        | 0      | 1           | 0          |
| Đ. Ćetković      | 3             | 0             | 0             | 0             | -                                  | -                                  | -                                  | -                                  | -                 | -                 | -                 | -                 | 3        | 0      | 0           | 0          |
| P. De Wit        | 33            | 3             | 2             | 0             | -                                  | -                                  | -                                  | -                                  | 1                 | 0                 | 0                 | 0                 | 34       | 3      | 2           | 0          |
| T. Geißler       | 8             | 1             | 2             | 0             | 2                                  | 0                                  | 1                                  | 0                                  | -                 | -                 | -                 | -                 | 10       | 1      | 3           | 0          |
| H. Grieneisen    | 25            | 2             | 4             | 1             | 2                                  | 0                                  | 0                                  | 0                                  | 1                 | 0                 | 0                 | 0                 | 28       | 2      | 4           | 1          |
| M. Heidrich      | 28            | 2             | 5             | 0             | 2                                  | 0                                  | 0                                  | 0                                  | 1                 | 0                 | 0                 | 1                 | 31       | 2      | 5           | 1          |
| D. Peitz         | 31            | 3             | 8             | 1             | 2                                  | 0                                  | 0                                  | 0                                  | 1                 | 0                 | 0                 | 0                 | 34       | 3      | 8           | 1          |
| C. Schiffbänker  | -             | -             | -             | -             | -                                  | -                                  | -                                  | -                                  | -                 | -                 | -                 | -                 | -        | -      | -           | -          |
| M. Surmann       | 19            | 1             | 1             | 0             | 2                                  | 0                                  | 0                                  | 0                                  | -                 | -                 | -                 | -                 | 21       | 1      | 1           | 0          |
| M. Braun         | 26            | 4             | 0             | 0             | 1                                  | 0                                  | 0                                  | 0                                  | -                 | -                 | -                 | -                 | 27       | 4      | 0           | 0          |
| N. Frommer       | 19            | 3             | 3             | 0             | 2                                  | 0                                  | 0                                  | 0                                  | 1                 | 0                 | 0                 | 0                 | 22       | 3      | 3           | 0          |
| G. Manno         | 11            | 2             | 3             | 0             | -                                  | -                                  | -                                  | -                                  | 1                 | 0                 | 0                 | 0                 | 12       | 2      | 3           | 0          |
| T. Reichenberger | 33            | 7             | 3             | 0             | 2                                  | 0                                  | 0                                  | 0                                  | 1                 | 0                 | 0                 | 0                 | 36       | 7      | 3           | 0          |
| F. Sykora        | 28            | 4             | 1             | 0             | 2                                  | 0                                  | 0                                  | 0                                  | -                 | -                 | -                 | -                 | 30       | 4      | 1           | 0          |
| L. Fuchs         | 10            | 2             | 2             | 0             | -                                  | -                                  | -                                  | -                                  | 1                 | 0                 | 0                 | 0                 | 11       | 2      | 2           | 0          |